# 島根県道217号出雲横田停車場線
島根県道217号出雲横田停車場線（しまねけんどう217ごう いずもよこたていしゃじょうせん）は、島根県仁多郡奥出雲町を通る一般県道である。

## 概要
JR西日本木次線 出雲横田駅から島根県道・鳥取県道15号横田多里線交点に至る。

### 路線データ
- 起点：仁多郡奥出雲町横田（JR西日本木次線 出雲横田駅前）
- 終点：仁多郡奥出雲町横田（島根県道・鳥取県道15号横田多里線交点）

## 歴史
- 1958年（昭和33年）6月13日 - 島根県告示第525号により認定される。
- 1972年（昭和47年）頃 - 現行の県道番号に変更される。
- 2005年（平成17年）3月31日 - 仁多郡の全2町（仁多町・横田町）が対等合併して仁多郡奥出雲町が成立したことにより起終点の地名が変更される。

## 地理

### 通過する自治体
- 島根県
  - 仁多郡奥出雲町

### 交差する道路
| 交差する道路                     | 交差する場所 | 交差する場所 |
| -------------------------------- | ------------ | ------------ |
| 島根県道・鳥取県道15号横田多里線 | 横田         | 終点         |

### 沿線
- JR西日本木次線 出雲横田駅
- 奥出雲町役場横田庁舎
- 奥出雲町立横田小学校